# Zlatko Dalić
Zlatko Dalić (pronunciação croata: [zlâtko dǎːlitɕ]; Livno, 26 de outubro de 1966) é um treinador e ex-futebolista croata que atuava como volante. Atualmente comanda a Seleção Croata.
Ficou bastante conhecido após a Copa do Mundo FIFA de 2018, disputada na Rússia, onde Zlatko conseguiu liderar a Seleção Croata ao vice-campeonato do torneio.
Anteriormente, ele trabalhou com Dražen Ladić na Croácia nacional de sub-21 de futebol da equipe como assistente técnico.

## Vida pessoal
Nasceu em Livno, Bósnia e Herzegovina. Ele vive e trabalha em Zagreb, Croácia. Em 1992 casou-se com Davorka Propadalo com quem tem dois filhos Toni e Bruno.

## Carreira de treinador

### Varteks
Depois de terminar a sua carreira em 2000, ele tornou-se assistente do treinador no NK Varaždin. A partir de Maio de 2002 a Maio de 2005, Dalić trabalhou como clube, o diretor de esportes, e durante o 2003-04 e 2004-05 temporadas ele, simultaneamente, atuou como assistente técnico para Miroslav Blažević.
Em Maio de 2005, ele foi nomeado gerente de Varteks e em sua primeira temporada no comando do time, ele conquistou o terceiro lugar na Primeira Liga croata e chegou à final do Futebol croata Copa. Na primeira partida da final, que foi jogado em Rijeka, Varteks perdido 0-4 para HNK Rijeka. Na segunda mão, em Varaždin, Dalić quase criou uma sensação levando a equipe a uma vitória por 5-1, mas eles foram um objetivo de curto a partir de levantar o troféu.

### Al-Hilal
Em 3 de Maio de 2012 Dalić assinou um contrato com o Al-Hilal para gerenciar o Al-Hilal B. No 30January Al-Hilal concordou com Dalić para o treinador, o primeiro clube após a demissão de Antoine Kombouaré. Em 9 de fevereiro de 2013, ele fez sua gestão estreia com o Al-Hilal contra o seu antigo clube Al Faisaly na semi-final do 2012-13 Arábia Copa do Príncipe. Dalić levou Al-Hilal para o título da copa do - clube é o sexto triunfo consecutivo -, que também foi Dalić segundo título importante em sua carreira de treinador. Como gestor do Al-Hilal, ele foi classificado como o 13 de melhor treinador do mundo, em Março de 2013 para o mês. Durante a temporada 2013-14, ele era o principal candidato para o cargo de diretor de esportes em croata potência do HNK Hajduk Split, mas recusou a oferta de um dos maiores clube de futebol croata.

### Al-Ain
Em 8 de Março de 2014, Dalić foi apontado como treinador do Al Ain FC, nos emirados Árabes Unidos, depois que o clube tinha demitido Quique Flores. mais Tarde, ele levou o Al Ain para terminar no topo do seu grupo na Liga dos Campeões da ásia de 2014, que foi a primeira vez desde 2006 que o clube desenvolveu-se graças a fase de grupos. Em 30 de abril de 2014, o Al Ain anunciou que Dalić seria seu treinador para as próximas duas temporadas. Na Rodada de 16 de fase da Liga dos Campeões da ásia De 2014, o Al-Ain jogado versus Emirados lado do Al Jazira Club liderada por Walter Zenga, e venceu os dois jogos com 4-2 frente ao atingir os quartos-de-final da competição.
No Futebol de base de Dados ranking, Al Ain FC foi classificado 335th clube do mundo com 1468 pontos em Março de 2014, mas depois, uma vez que Dalić chegou, o clube continuamente subiu no ranking e em dezembro de 2015 alcançado colocada na 122 posição lugar do mundo com 1575 pontos. Em menos de dois anos, o clube subiu mais de 200 lugares no ranking e chegou a 5ª melhor posição na Ásia, de acordo com o ranking.

### Croácia
Em 7 de outubro de 2017, com a Federação Croata de Futebol chamado Dalić como novo treinador da Croácia equipa nacional de futebol, após a demissão de Ante Čačić. Ele ganhou o jogo seguinte Čačić do saque contra a Ucrânia. Em 19 de outubro de 2017, Dalić chamou o futebolista croata aposentado Ivica Olić como seu assistente de gerente. A croácia venceu a qualificação de playoff contra a Grécia para a Copa do Mundo de 2018 e, posteriormente, ele assinou um contrato com a Federação de Futebol croata até 2020.

#### Copa do Mundo FIFA de 2018
Dalić comandou a Croácia na Copa, caindo em um grupo com a Seleção Islandesa, Seleção Argentina e a Nigeriana. A estreia na competição ocorreu no dia 16 de junho, contra a Nigéria. Ao final da primeira fase, os Vatreni (Apelido dado à Seleção Croata) lideraram o grupo, com uma memorável goleada de 3-0 sobre a Argentina. Após passar pela Dinamarca, Rússia e Inglaterra, conseguiu chegar até a final do torneio, algo inédito para o país até então. Porém, enfrentaram a forte Seleção Francesa, que ganhou da Croácia pelo placar de 4-2.

## Estatísticas

### De gestão de registo
- Atualizado até match played 28 March 2018

| Varteks  | Croácia                | May 2005       | May 2007 Predefinição:WDL        | 134 | 135 | -1   |
| Rijeka   | Croácia                | Jun 2007       | Jun 2008 Predefinição:WDL        | 57  | 47  | +10  |
| Al-Hilal | Arábia Saudita         | February 2013  | May 2013 Predefinição:WDL        | 30  | 19  | +11  |
| Al-Ain   | Emirados Árabes Unidos | March 2014     | January 2017 Predefinição:WDL    | 215 | 99  | +116 |
| Croatia  | Croácia                | 7 October 2017 | 31 October 2020 Predefinição:WDL | 7   | 3   | +4   |